# ポッジョ・レナーティコ
ポッジョ・レナーティコ（伊: Poggio Renatico）は、イタリア共和国エミリア＝ロマーニャ州フェラーラ県にある、人口約9,700人の基礎自治体（コムーネ）。

## 地理

### 位置・広がり

#### 隣接コムーネ
隣接するコムーネは以下の通り。括弧内のBOはボローニャ県所属を示す。
- バリチェッラ (BO)
- フェッラーラ
- ガッリエーラ (BO)
- マラルベルゴ (BO)
- テッレ・デル・レーノ
- ヴィガラーノ・マイナルダ

### 気候分類・地震分類
ポッジョ・レナーティコにおけるイタリアの気候分類 (it) および度日は、zona E, 2280 GGである。
また、イタリアの地震リスク階級 (it) では、zona 3 (sismicità bassa) に分類される。

## 行政

### 分離集落
ポッジョ・レナーティコには、以下の分離集落（フラツィオーネ）がある。
- Chiesa Nuova, Coronella, Gallo, Madonna Boschi